# Dunkirk (film)
Dunkirk er en engelsksproget krigsfilm fra 2017, skrevet og instrueret af Christopher Nolan. Fionn Whitehead, Tom Glynn-Carney, Jack Lowden, Harry Styles, Aneurin Barnard, James D'Arcy, Barry Keoghan, Kenneth Branagh, Cillian Murphy, Mark Rylance og Tom Hardy spiller hovedrollerne. Filmen handler om Operation Dynamo under anden verdenskrig, hvor over 300.000 britiske og franske soldater i 1940 blev evakueret fra Dunkerque i Frankrig over Den Engelske Kanal til sikkerhed i Storbritannien.
Nolan fortæller historien fra tre forskellige perspektiver: gennem begivenheder på stranden, til søs og i luften. Manuskriptet indeholder kun lidt dialog, og Nolan forsøger på skabe spænding i detaljerne, igennem billeder, klip og musik. Indspilningen begyndte i Dunkerque i maj 2016. Filmen indeholder mange ikke-digitale specialeffekter, blandt andet brug af en mængde statister og tidsrigtige fartøj og fly.

## Medvirkende
- Fionn Whitehead som Tommy
- Tom Glynn-Carney som Peter
- Jack Lowden som Collins
- Harry Styles som Alex
- Aneurin Barnard som Gibson
- James D'Arcy som Winnant
- Barry Keoghan som George
- Kenneth Branagh som kommandør Bolton
- Cillian Murphy som rystende soldat
- Mark Rylance som herr Dawson
- Tom Hardy som Farrier